# Myrcia proctorii
Myrcia proctorii là một loài thực vật có hoa trong Họ Đào kim nương. Loài này được Acev.-Rodr. mô tả khoa học đầu tiên năm 1999.